# Eparquía de Sarepta de los maronitas
La eparquía titular de Sarepta de los maronitas (en latín: Eparchia Sareptena Maronitarum) es una eparquía titular de la Iglesia católica conferida a miembros de la Iglesia católica maronita. Corresponde a una antigua diócesis cuya sede estaba en la ciudad de Sarepta (hoy Sarafand) en Líbano. 

## Historia
Sarepta fue una antigua sede episcopal de la provincia romana de Fenicia Primera en la diócesis civil del Oriente. Era parte del patriarcado de Antioquía y fue sufragánea de la arquidiócesis de Tiro, como está atestiguado en una Notitiae Episcopatuum del siglo VI.
Sin embargo, no se conoce ningún obispo de esta antigua diócesis, según lo informado por Lequien (Oriens christianus in quatuor Patriarchatus digestus) y Gams (Series episcoporum Ecclesiae Catholicae).
En la era de las Cruzadas, Sarepta era la sede de una diócesis de rito latino. 

### Sede titular
Una sede titular católica es una diócesis que ha cesado de tener un territorio definido bajo el gobierno de un obispo y que hoy existe únicamente en su título. Continúa siendo asignada a un obispo, quien no es un obispo diocesano ordinario, pues no tiene ninguna jurisdicción sobre el territorio de la diócesis, sino que es un oficial de la Santa Sede, un obispo auxiliar, o la cabeza de una jurisdicción que es equivalente a una diócesis bajo el derecho canónico.
La diócesis de Sarepta fue restablecida como eparquía titular de Sarepta de los maronitas en 1982 y fue conferida por primera vez por la Santa Sede el 20 de diciembre de 1982 al obispo Emile Eid.

## Cronología de los obispos

### Obispos de la sede residencial
(...)

### Obispos de la sede titular
- Emile Eid † (20 de diciembre de 1982-30 de noviembre de 2009, falleció)
- Hanna Alwan, C.M.L., desde el 13 de agosto de 2011[4]